# چهارتایی آنسکوم
چهارتایی آنسکوم شامل چهار مجموعه داده‌است که دارای آمار توصیفی ساده و تقریباً یکسان هستند، اما توزیع‌های بسیار متفاوتی دارند و نمودارهایشان بسیار متفاوت به نظر می‌رسند. هر مجموعه داده از یازده نقطه ({\displaystyle x} و {\displaystyle y}) تشکیل شده‌است. فرانسیس آنسکوم این داده‌ها را در سال ۱۹۷۳ ساخت تا هم اهمیت رسم نمودار داده‌ها و هم تأثیر داده‌های پرت را بر مدل نهائی نشان داد. وی هدف از انتشار مقاله را مقابله با این تصور که «محاسبات عددی دقیق هستند، اما نمودارها تقریبی هستند» توصیف می‌کند.

## داده‌ها
برای هر چهار مجموعه، آمارها و ویژگی‌های جدول پایین یکسان است:
| آمار                                          | ارزش                                 | دقت                         |
| --------------------------------------------- | ------------------------------------ | --------------------------- |
| میانگین {\displaystyle x}                     | {\displaystyle 9}                    | دقیق                        |
| واریانس {\displaystyle x}                     | {\displaystyle 11}                   | دقیق                        |
| میانگین {\displaystyle y}                     | {\displaystyle 7.50}                 | ۲ رقم اعشار                 |
| واریانس {\displaystyle y}                     | {\displaystyle 4.125}                | ۳ ۰٫۰۰۳                     |
| همبستگی {\displaystyle x} و {\displaystyle y} | {\displaystyle 0.816}                | ۳ رقم اعشار                 |
| رگرسیون خطی                                   | {\displaystyle y=3.00+0.500\times x} | به ترتیب به ۲ و ۳ رقم اعشار |
| ضریب تعیین رگرسیون خطی                        | {\displaystyle 0.67}                 | ۲ رقم اعشار                 |

هر چهار مجموعه با استفاده از آمار خلاصه ساده یکسان هستند اما نمودارها کاملاً متفاوت هستند

- در اولین نمودار (بالا سمت چپ) به نظر می‌رسد یک رابطه خطی ساده مربوط به دو متغیر همبسته باشد. در این نمودار {\displaystyle y} از یک توزیع طبیعی پیروی می‌کند که میانگین آن وابستگی خطی به {\displaystyle x} دارد.
- در نمودار دوم (بالا سمت راست) {\displaystyle y} از یک توزیع طبیعی پیروی نمی‌کند و رابطه بین دو متغیر خطی نیست. ضریب همبستگی پیرسون اهمیتی ندارد و ضریب تعیین مناسب‌تر به نظر می‌رسد بود.
- در نمودار سوم (پایین سمت چپ)، رابطه بین دو متغیر خطی است، اما رگرسیون خطی محاسبه شده به علت وجود یک داده پرت باثبات نیست. داده پرت ضریب {\displaystyle x} را از ۱ به ۰٫۸۱۶ تغییر داده‌است.
- نمودار چهارم (سمت راست پایین) مثالی را نشان می‌دهد که یک داده پرت برای تولید ضریب همبستگی بالا کفایت می‌کند، حتی اگر سایر داده‌ها هیچ ارتباطی بین متغیر مستقل و وابسته نشان ندهند.

این داده چهارتایی هنوز هم اغلب برای نشان دادن اهمیت مصورسازی داده قبل از شروع به تجزیه و تحلیل و عدم کفایت آمارهای توصیفی برای توصیف مجموعه داده‌ها مورد استفاده قرار می‌گیرد.
مجموعه داده‌ها به شرح زیر است. مقادیر {\displaystyle x} برای سه مجموعه داده اول یکسان است.
| اول               | اول               | دوم               | دوم               | سوم               | سوم               | چهارم             | چهارم             |
| ----------------- | ----------------- | ----------------- | ----------------- | ----------------- | ----------------- | ----------------- | ----------------- |
| {\displaystyle x} | {\displaystyle y} | {\displaystyle x} | {\displaystyle y} | {\displaystyle x} | {\displaystyle y} | {\displaystyle x} | {\displaystyle y} |
| ۱۰٫۰              | ۸٫۰۴              | ۱۰٫۰              | ۹٫۱۴              | ۱۰٫۰              | ۷٫۴۶              | ۸٫۰               | ۶٫۵۸              |
| ۸٫۰               | ۶٫۹۵              | ۸٫۰               | ۸٫۱۴              | ۸٫۰               | ۶٫۷۷              | ۸٫۰               | ۵٫۷۶              |
| ۱۳٫۰              | ۷٫۵۸              | ۱۳٫۰              | ۸٫۷۴              | ۱۳٫۰              | ۱۲٫۷۴             | ۸٫۰               | ۷٫۷۱              |
| ۹٫۰               | ۸٫۸۱              | ۹٫۰               | ۸٫۷۷              | ۹٫۰               | ۷٫۱۱              | ۸٫۰               | ۸٫۸۴              |
| ۱۱٫۰              | ۸٫۳۳              | ۱۱٫۰              | ۹٫۲۶              | ۱۱٫۰              | ۷٫۸۱              | ۸٫۰               | ۸٫۴۷              |
| ۱۴٫۰              | ۹٫۹۶              | ۱۴٫۰              | ۸٫۱۰              | ۱۴٫۰              | ۸٫۸۴              | ۸٫۰               | ۷٫۰۴              |
| ۶٫۰               | ۷٫۲۴              | ۶٫۰               | ۶٫۱۳              | ۶٫۰               | ۶٫۰۸              | ۸٫۰               | ۵٫۲۵              |
| ۴٫۰               | ۴٫۲۶              | ۴٫۰               | ۳٫۱۰              | ۴٫۰               | ۵٫۳۹              | ۱۹٫۰              | ۱۲٫۵۰             |
| ۱۲٫۰              | ۱۰٫۸۴             | ۱۲٫۰              | ۹٫۱۳              | ۱۲٫۰              | ۸٫۱۵              | ۸٫۰               | ۵٫۵۶              |
| ۷٫۰               | ۴٫۸۲              | ۷٫۰               | ۷٫۲۶              | ۷٫۰               | ۶٫۴۲              | ۸٫۰               | ۷٫۹۱              |
| ۵٫۰               | ۵٫۶۸              | ۵٫۰               | ۴٫۷۴              | ۵٫۰               | ۵٫۷۳              | ۸٫۰               | ۶٫۸۹              |

مشخص نیست که چگونه آنسکوم مجموعه داده‌های خود را ایجاد کرد. از زمان انتشار آن، روشهای مختلفی برای تولید مجموعه داده‌های مشابه با آمارهای یکسان و نمودارهای متفاوت ایجاد شده‌است.